# Wilhelm Budde
Wilhelm Budde (* 26. Mai 1905 in Braunschweig; † 28. Juni 1993) war ein deutscher Marineoffizier, zuletzt Kapitän zur See der Bundesmarine. Er war nach dem Zweiten Weltkrieg der Mitinitiator der Einrichtung der Funkaufklärung der Bundesmarine und Träger des Bundesverdienstkreuzes 1. Klasse.

## Leben
Wilhelm Budde trat 1926 in die Reichsmarine ein. Am 1. Oktober 1930 zum Leutnant zur See befördert, war er 1931 Kompanieoffizier der I. Abteilung (Kiel) der Schiffstammdivision der Ostsee.
In der Kriegsmarine wurde er am 1. April 1936 Kapitänleutnant. Ende 1936 war er Kommandant vom Minensuchboot M 66 bei der 2. Minensuchflottille in Cuxhaven.
Später war er von November 1938 bis Januar 1940 Marinenachrichtenoffizier (MNO) Mitte (Soest) und dann bis Oktober 1940 MNO Nord (Sengwarden). Anschließend kam er als B-Leiter auf die Admiral Scheer und blieb hier bis April 1941. Von April 1941 bis Ende des Jahres war er zur U-Bootsausbildung kommandiert, kam dann aber bis November 1944 als Generalreferent für Funkaufklärung zu 4. Skl (Marinenachrichtendienst) in das OKM. Bis Kriegsende war er Kommandant der Marine-Peilabteilung Deutsche Bucht. Am 1. Januar 1945 wurde er zum Fregattenkapitän befördert.
Ab 1950 ermittelte Budde für den Aufbau der deutschen Marinefernmeldeaufklärung ehemalige Angehörige des Beobachtungsdiensts (B-Dienst) der Reichs- und Kriegsmarine. Am 1. Januar 1954 wurde mit sieben Mitarbeitern eine landfeste Erfassungsstelle eingerichtet. Sie war vom Juni 1955 an in der ehemaligen Marinenachrichtenschule und späteren Marinefernmeldeschule im Marinestützpunkt Flensburg-Mürwik untergebracht und als U.S. Naval Service Detachment No.3 getarnt. Ihr Leiter war Budde, welcher später Kommandeur des Marinefernmeldeabschnitts 7 wurde.
Mit der Aufstellung im August 1956 wurde er als Fregattenkapitän Kommandeur der 1. Marinefernmeldeabteilung in Flensburg-Mürwik, ab 1. April 1957 als Marinefernmeldeabschnitt Ostsee weitergeführt. Bis September 1957 blieb er in dieser Kommandierung und wurde dann Kommandeur des neu aufgestellten Marine-Ortungsabschnitt Ostsee, ebenfalls in Flensburg-Mürwik. Er blieb dies auch mit der Umbenennung im April 1960 in Marinefernmeldeabschnitt 5 bis Juli 1960. In dieser Kommandierung wurde er zum Kapitän zur See befördert. Als im September 1960 der Marinefernmeldeabschnitt 7, der spätere Marinefernmeldestab 70, aufgestellt wurde, wurde Budde Kommandeur. Im März 1965 gab er das Kommando ab. Anschließend ging er in den Ruhestand.
Am 16. März 1965 wurde er mit dem Bundesverdienstkreuz 1. Klasse ausgezeichnet.